# Моршхајм
Моршхајм (њем. Morschheim) општина је у њемачкој савезној држави Рајна-Палатинат. Једно је од 81 општинског средишта округа Донерсберг. Према процјени из 2010. у општини је живјело 760 становника. Посједује регионалну шифру (AGS) 7333047.

## Географски и демографски подаци
Моршхајм се налази у савезној држави Рајна-Палатинат у округу Донерсберг. Општина се налази на надморској висини од 302 метра. Површина општине износи 6,5 km². У самом мјесту је, према процјени из 2010. године, живјело 760 становника. Просјечна густина становништва износи 117 становника/km².